# Casimiroa pubescens
Casimiroa pubescens là một loài thực vật có hoa trong họ Cửu lý hương. Loài này được Ramírez mô tả khoa học đầu tiên năm 1904.